# Fokker Dr.I
Il Fokker Dr.I, conosciuto anche come Dreidecker, era un caccia monomotore triplano prodotto dall'allora azienda imperiale tedesca Fokker negli anni dieci del XX secolo.
Utilizzato dalla Luftstreitkräfte, l'aeronautica militare tedesco imperiale, nelle ultime fasi della prima guerra mondiale è noto, oltre per essere uno dei pochi velivoli che adottavano quella particolare configurazione alare, per essere stato il velivolo sul quale volò il famoso aviatore Manfred von Richthofen, meglio conosciuto come il Barone Rosso per la livrea interamente rossa adottata dall'asso tedesco.

## Storia del progetto
Il Dr.I venne progettato da Anthony Fokker e Reinhold Platz. I due progettisti avevano lavorato ad una serie di velivoli sperimentali per tutto il 1916. Caratteristica di questi progetti era l'ala scatolata con la quale sostituire le controventature realizzate con i cavetti di acciaio tipiche dei velivoli dell'epoca. Con questa soluzione si puntava a ridurre la resistenza aerodinamica del velivolo per renderlo più veloce. Uno dei problemi di questa soluzione era però dato dal peso superiore, che vanificava gran parte del vantaggio ottenuto, dovuto alla necessità della struttura interna dell'ala.
In quel periodo le forze aeree britanniche immisero in servizio il Sopwith Triplane, un velivolo che si dimostrò superiore agli aerei tedeschi allora in servizio. Venne pertanto richiesto un nuovo aereo che avesse una configurazione triplana. Tra le diverse ditte che parteciparono ci fu anche la Fokker che presentò un velivolo sperimentale, dotato della nuova ala, al quale venne assegnata la designazione V.3. Il V.3 era dotato di tre corte e spesse ali, una fusoliera realizzata con un telaio in tubi di acciaio ricoperto di tela e legno e di un motore rotativo. Il V.3 dimostrò di avere problemi di vibrazioni alle ali e di controllo. Venne quindi modificato e la Fokker realizzò il V4. A questo velivolo erano stati aggiunti dei montanti che pur non essendo necessari dal punto di vista strutturale limitavano l'elasticità dell'ala. Altre modifiche furono l'aggiunta di alettoni controbilanciati e di ali di maggiore apertura. Il V.4 si dimostrò molto maneggevole e superiore ai prototipi presentati dalle altre industrie. I controlli erano rapidi e leggeri, benché gli alettoni non si dimostrassero molto efficienti. Il V.4 era inoltre capace di virate molto strette facilitate dalla sua instrinseca instabilità. Ne venne quindi ordinata immediatamente la produzione. Il V.4 venne intenzionalmente distrutto in test volti ad accertare la resistenza strutturale. Il motore scelto era il rotativo Oberursel Ur.II da 110 PS (82 kW).
Prima di passare alla produzione furono realizzati due esemplari di pre-produzione designati F.I, unici aerei a ricevere questa designazione. I due velivoli, matricole 102/17 e 103/17, furono inviati a Manfred von Richthofen e a Werner Voss il 28 agosto del 1917 a Marke, Belgio. I due assi provarono il nuovo aereo in combattimento e ne apprezzarono le capacità di virata e la notevole velocità di salita. In seguito il velivolo 102/17 verrà abbattuto il 15 settembre con ai comandi Kurt Wolff seguito pochi giorni dopo, 23 settembre, dal 103/17 questa volta pilotato da Voss. La produzione vera e propria iniziò nell'ottobre del 1917. I velivoli di produzione avevano la designazione Dr.I.
Per alcuni aspetti il Dr.I rappresentava un passo indietro rispetto ai caccia in servizio in quel periodo presso i due schieramenti. Era più lento dei caccia alleati e anche degli Albatros e dei ricognitori Pfalz che doveva sostituire. Alle alte quote, a causa del basso rapporto di compressione del motore, le prestazioni peggioravano sensibilmente. Con il procedere del conflitto la scarsità di olio lubrificante (olio di ricino), sostituito da un derivato di scarsa qualità, consumato in grandi quantità da questa tipologia di motori causò molte avarie.
Per quanto riguarda le caratteristiche di pilotaggio il Dr.I era difficile da far atterrare e, una volta a terra, si dimostrava incline a capovolgersi, tanto che furono aggiunte delle protezioni sull'ala più bassa. L'abitacolo era piccolo e stretto con le armi sistemate molto vicine al corpo del pilota. In caso di atterraggio di emergenza era molto facile che il pilota riportasse gravi ferite alla testa.
Verso la fine dell'ottobre del 1917 i tenenti Heinrich Gontermann e Günter Pastor morirono a causa di un cedimento strutturale delle ali mentre erano in volo. L'ispezione che seguì rivelò una scarsa qualità nella realizzazione delle stesse, che venne riscontrata anche in altri velivoli. Venne quindi aperta una inchiesta e i Dr.I furono subito messi a terra. Alla fine la soluzione fu trovata in un miglioramento della qualità di costruzione e in una migliore protezione dagli effetti dell'umidità. La Fokker fu costretta anche ad apportare, a proprie spese, questi cambiamenti sui triplani già costruiti. Benché venisse reimmesso in servizio, e i problemi dell'ala fossero in gran parte risolti, il Dr.I non riguadagnò mai la completa fiducia dei piloti. Nel 1929 la NACA effettuò una ricerca sul problema dell'ala del Dr.I e giunse alla conclusione che l'ala superiore, alle alte velocità, doveva resistere ad un peso di 2,55 volte maggiore dell'ala inferiore.
I problemi strutturali evidenziati dal caccia preclusero qualsiasi possibilità di ottenere grandi ordinativi e sebbene rimanesse in produzione fino al maggio del 1918 alla fine saranno 320 gli esemplari realizzati. Appena divenne disponibile in grandi numeri il Fokker D.VII, il Dr.I venne ritirato dalla prima linea ed utilizzato nelle unità di difesa basate in Germania o come addestratore.

## Varianti

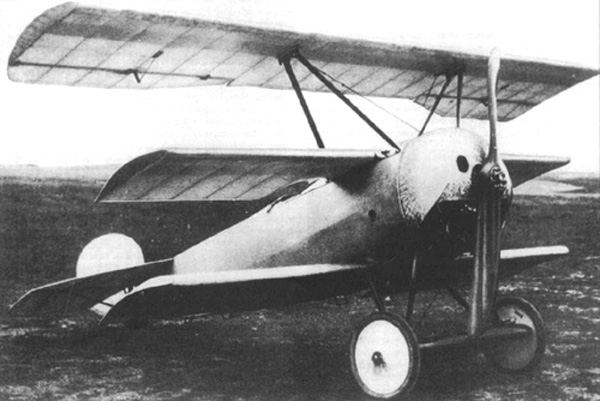
Il prototipo V.4.

V3
Prototipo iniziale.
V4
Primo prototipo di produzione in serie.
V5
Versione equipaggiata con il motore Goebel Goe. III.
V6
Versione ingrandita ed equipaggiata con il motore Mercedes D.II.
V7
Versione equipaggiata con il motore Siemens-Halske Sh.III.
V8
Variante del V6 dotata di cinque ali - aggiunte due ali dietro l'abitacolo.
V9
Variante dotata di configurazione alare biplana ed equipaggiata con un motore Oberursel U.0.
V10
Versione motorizzata Oberursel Ur.III.

## Utilizzatori
Germania
- Luftstreitkräfte

## Esemplari attualmente esistenti

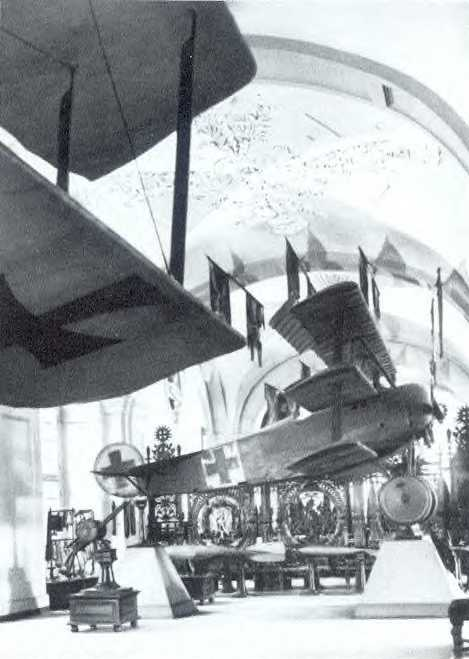
Il Fokker Dr.I, numero di serie 152/17, esposto al Zeughaus.

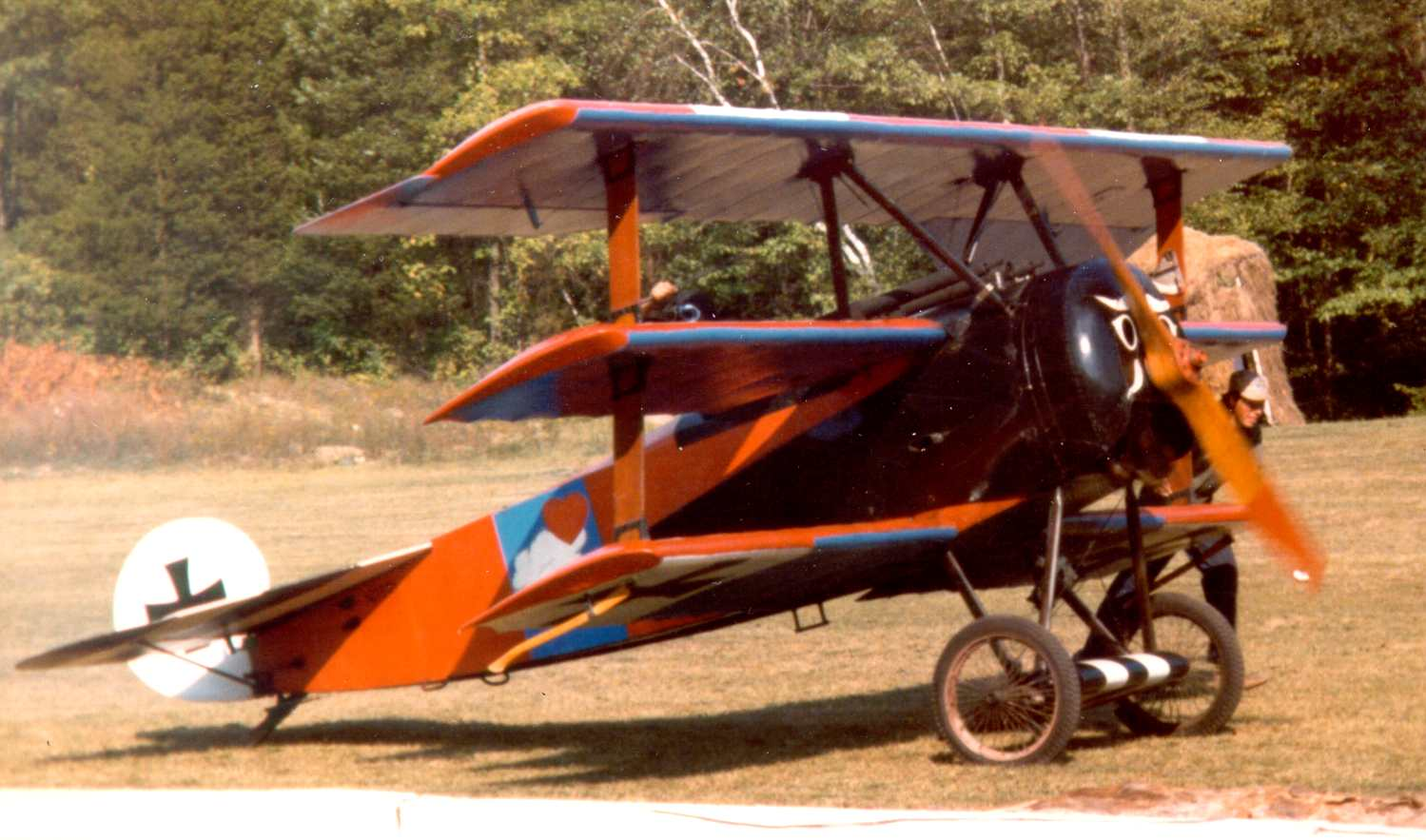
La replica volante del Dr.I utilizzata dal museo Old Rhinebeck Aerodrome.

Al termine del conflitto il modello subì le sorti previste dalle restrizioni imposte dal Trattato di Versailles, dove dell'intera flotta di velivoli militari tedeschi requisiti solo una parte vennero ceduti alle nazioni vincitrici a titolo di parziale risarcimento di guerra. I Dr.I superstiti vennero quasi totalmente avviati alla distruzione, tuttavia almeno tre furono gli esemplari sopravvissuti. Il Dr.I seriale 528/17 venne utilizzato come laboratorio volante dal Deutsche Versuchsanstalt für Luftfahrt (DVL), istituto di ricerca sull'aerodinamica con sede ad Adlershof. Dopo essere stato utilizzato in almeno due film, il 528/17 si ritiene sia rimasto distrutto per incidente nei tardi anni trenta. Il seriale 152/17, con il quale Manfred von Richthofen ottenne tre abbattimenti, venne esposto al Zeughaus, museo di Berlino che venne distrutto in uno dei bombardamenti sulla Germania durante la seconda guerra mondiale.
Nel 1932 la Fokker riuscì ad assemblare un Dr.I da singoli componenti sopravvissuti. Il modello venne esposto presso le strutture museali del Deutsche Luftfahrt-Sammlung di Berlino. Anche questo venne distrutto nel 1943 durante i bombardamenti alleati sulla città.
Attualmente non esistono altro che alcune parti originali del Dr.I distribuite in diversi museo sparsi nel mondo, tuttavia il fascino che rappresentava il modello indusse numerosi amatori a realizzarne negli anni repliche, sia in scala 1:1 che ridotta, affiancate da quelle commissionate per musei aeronautici, sia destinate alla mostra statica che come repliche volanti, utilizzate anche nei film, nelle collezioni museali, come nello statunitense Old Rhinebeck Aerodrome a Red Hook, nello stato di New York, o dai loro proprietari in manifestazioni aeree. In Italia si ricorda la replica in scala 1:1, marche I-LYNC, l'unica volante in territorio italiano, realizzata dall'appassionato pilota Giancarlo Zanardo nel 1986 e utilizzata dalla Fondazione Jonathan Collection.
Il 5 luglio 2014 Bruce Dickinson, cantante della band heavy metal inglese Iron Maiden ha pilotato una replica volante di un Fokker Dr.I nello show aereo tenutosi durante il Sonisphere Festival di Knebworth.

## Cultura di massa
Nell'immaginario collettivo, l'abbinamento della figura del Barone Rosso Manfred von Richthofen e del triplano Fokker Dr.I è indissolubile, per quanto von Richthofen non abbia che pilotato il modello solo nell'ultima parte della sua carriera, fosse quello con cui ha ottenuto solo una parte dei suoi abbattimenti e non fosse l'unico modello che avesse dipinto interamente di rosso come simbologia personale.
In ambito cinematografico sono numerosi i film che narrano le gesta di von Richthofen e in ognuno di questi è presente un Dr.I, repliche costruite da aziende specializzate la cui accuratezza si affinò negli anni per avvicinarsi il più possibile all'aspetto del modello originale. Tra le varie pellicole che ne hanno utilizzato repliche volanti si ricordano:
- La caduta delle aquile (The Blue Max), del 1966 diretto dal regista John Guillermin.
- The Red Baron (Der Rote Baron), del 2008 diretto dal regista Nikolai Müllerschön.

In ambito videoludico, numerosissimi sono i videogiochi che hanno utilizzato il Dr.I, dai modelli a disposizione dei simulatori di volo, nel più semplice pilotaggio di un simulatore classico come FlightGear che in quelli di combattimento aereo dove oltre all'abilità di tenere in volo il modello è necessario pianificare un profilo di missione (ad esempio il classico Wings del 1990 o la sua rivisitazione del 2014), ai più semplici arcade.
Da ricordare anche le tante strisce dei Peanuts dove Snoopy nella sua versione di immagginario pilota di Sopwith Camel della prima guerra mondiale cita spessissimmo il Barone Rosso e il triplano Fokker che hanno sempre la meglio sul bracchetto pilota spesso sforacchiandogli la celebre cuccia. 

## Velivoli comparabili
Regno Unito
- Sopwith Triplane

### Annotazioni
1. ↑  Il termine Dreidecker è in realtà in lingua tedesca la semplice traduzione di triplano, tuttavia essendo l'unico modello realizzato dalla Fokker ad adottare una simile configurazione alare era identificabile all'interno dell'intera produzione dell'azienda.

### Fonti
1. ↑  Leaman 2003, p. 181.
2. ↑   Fokker DR.1M (1917), su Fondazione Jonathan Collection, http://www.jonathanaereistorici.it/chi-siamo/giancarlo-zanardo.html. URL consultato il 20 febbraio 2016.
3. ↑   Snoopy vs Barone Rosso -, su www.baldinicastoldi.it. URL consultato il 26 maggio 2025.

### Riviste
- (EN) The Fokker Triplane (PDF), in Flight, No. 481 (No. 11, Vol. X), 14 marzo 1918,  pp. 277-280.
- (EN) The Fokker Triplane (PDF), in Flight, No. 488 (No. 18, Vol. X), 2 maggio 1918,  pp. 472-476.
- (EN) The Fokker Triplane (PDF), in Flight, No. 489 (No. 19, Vol. X), 9 maggio 1918,  pp. 510-536.
- (EN) The Fokker Triplane (PDF), in Flight, No. 490 (No. 20, Vol. X), 16 maggio 1918,  pp. 534-536.
- (EN) The Fokker Triplane (PDF), in Flight, No. 491 (No. 21, Vol. X), 23 maggio 1918,  pp. 567-569.
- (EN) The Fokker Triplane (PDF), in Flight, No. 492 (No. 22, Vol. X), 30 maggio 1918,  pp. 585-587.